# هاري سيلجاندر
هاري سيلجاندر (بالفنلندية: Harry Siljander)‏ (10 ديسمبر 1922 – 5 مايو 2010) هو ملاكم فنلندي راحل، مثّل بلاده في الألعاب الأولمبية الصيفية في دورتي 1948 و1952.

## روابط خارجية
هاري سيلجاندر على موقع أوليمبيديا (الإنجليزية)